# 富爾加巴赫河
46°43′13″N 9°55′23″E / 46.72041°N 9.92307°E

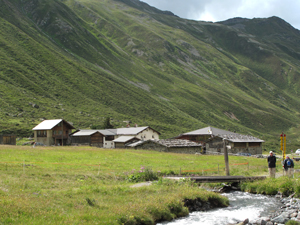

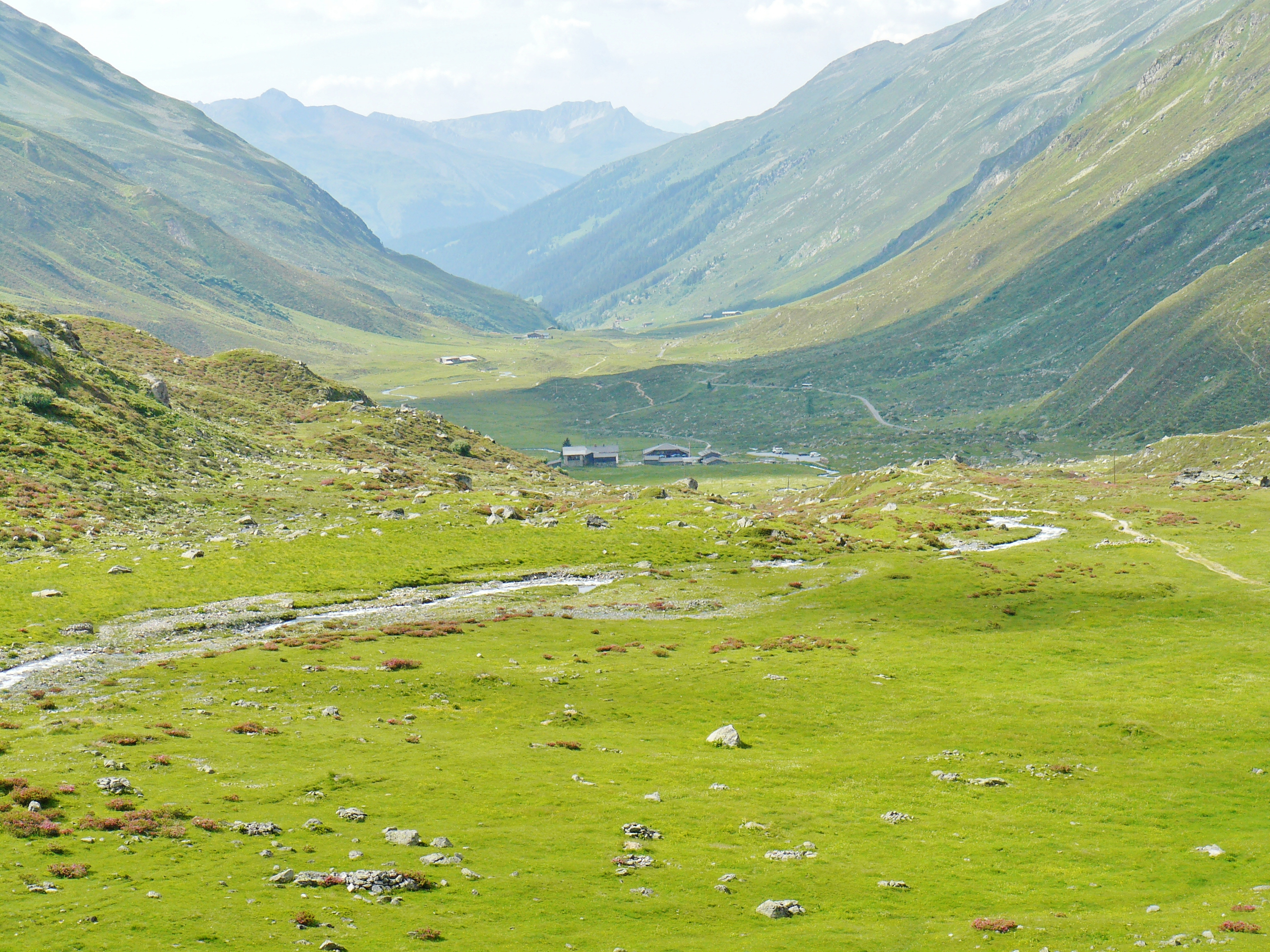

富爾加巴赫河是瑞士的河流，位於該國東南部，流經格勞賓登州，屬於迪施馬巴赫河的支流，處於雷蒂亞山脈地區，河道全長3.5公里，流域面積6.4平方公里。